# ووستروو
ووستروو (به لاتین: Vostrovo) یک منطقهٔ مسکونی در روسیه است که در سرزمین آلتای واقع شده‌است.